# Жуан-Дораду
Жуан-Дораду (порт. João Dourado)  —  муниципалитет в Бразилии, входит в штат Баия. Составная часть мезорегиона Северо-центральная часть штата Баия. Входит в экономико-статистический микрорегион Иресе. Население составляет 18 789 человек на 2006 год. Занимает площадь 984,019 км². Плотность населения — 19,1 чел./км².

## Статистика
- Валовой внутренний продукт на 2003 год составляет 46 977 401,00 реалов (данные: Бразильский институт географии и статистики).
- Валовой внутренний продукт на душу населения на 2003 год составляет 2489,40 реалов (данные: Бразильский институт географии и статистики).
- Индекс развития человеческого потенциала на 2000 год составляет 0,596 (данные: Программа развития ООН).